# Versonnex (Ain)
Versonnex es una comuna francesa del departamento de Ain, en la región de Auvernia-Ródano-Alpes.

## Demografía
| 180 | 161 | 878 | 1 118 | 1 866 | 1 712 | 1 941 | 2 157 |
| Para los censos de 1962 a 1999 la población legal corresponde a la población sin duplicidades (Fuente: INSEE [Consultar]) |     |     |       |       |       |       |       |